# Интеркультура
Интеркультура — понятие общественных наук, журналистики, социальной практики, которое имеет в виду формы и результаты взаимодействия социальных групп с различными культурными укладами (культурными различиями).

## История
Термин возник почти одновременно во Франции, в англо- и испаноязычных странах в начале 1960-х годов, при относительном завершении процессов модернизации в развитых странах Запада, в условиях сформировавшегося в них массового общества, при все более интенсивной миграции в них из других регионов мира и с появлением первых признаков глобализации, которая приобрела впоследствии всеобщий, но и более сложный, противоречивый характер.
В частности, понятие «интеркультура» появилось в документах Межкультурного центра документации (исп.  Centro Intercultural de Documentación), созданного в 1961 Иваном Илличем в Куэрнаваке. Его употребил известный арабист Луи Массиньон в предисловии к новому изданию своего труда о Мансуре Халладже (фр. La Passion de Husayn ibn Mansûr Hallâj (1962, 1-е изд. 1922). Вскоре его использовал итальянский социолог Анджело Каллонги в эмпирическом исследовании аккультурации афроазиатских и латиноамериканских студентов в Италии. Впрочем, близкую терминологию (транскультура, транскультурация) употреблял уже в 1940-х годах выдающийся кубинский антрополог и социолог Фернандо Ортис, исследовавший сложное напластование культур в афрокубинском наследии.

## Социокультурная ситуация
Трудный и неоднозначный процесс сосуществования, гибридизации, самоопределения и взаимного отталкивания различных культур, адаптации и социального продвижения (мобильности) первых и последующих поколений мигрантов в странах-восприемницах, тем более — многонациональных и полиэтничных, проходил и проходит в Европе, США, Канаде в достаточно напряжённой социальной и культурной обстановке. Он вызывает вспышки групповой ксенофобии, проявления расизма и т. п. со стороны так называемого коренного населения (многие его представители, впрочем, сами являются мигрантами или потомками мигрантов предыдущих лет и десятилетий — см. Вторые поколения).

## Правовое регулирование
Международным сообществом принят ряд официальных документов, законодательно обеспечивающих сосуществование и развитие различных культур в условиях современного глобализирующегося мира. К ним, например, относятся Повестка 21 для культуры (1992), Конвенция ЮНЕСКО по защите и развитию различных форм культурного выражения (2005).

## Интеркультура как объект наук и тема искусств
Феномены интеркультуры активно проблематизируются современной философией и богословием (Хамид Реза Юсефи, Раймон Паниккар), систематически изучаются социологами, антропологами, демографами и др. учёными различных страна Запада. Своеобразное выражение они находят в западном искусстве, в том числе — в самых массовых его формах (популярная словесность, эстрада, кино, телесериалы и т.п). Новые аспекты в проблему вносит распространяющийся по миру Интернет. Феномены интеркультуры, размышления философов над ней, результаты её исследований активно включаются педагогами стран Запада в повседневную практику преподавания в средней и высшей школе.